# Ladies Asian Golf Tour 2014
De Ladies Asian Golf Tour 2014 was het tiende seizoen van de Ladies Asian Golf Tour. Het seizoen begon met de Hitachi Ladies Classic, in januari 2014, en eindigde met het Hero Women's Indian Open, in december 2012. Er stonden negen toernooien op de kalender.

## Kalender
| Data  | Data  | Toernooi                  | Stad      | Winnaar                     | Score | Score | Info           |
| ----- | ----- | ------------------------- | --------- | --------------------------- | ----- | ----- | -------------- |
| 10-01 | 12-01 | Hitachi Ladies Classic    | Taoyuan   | Pornanong Phatlum           | 208   | –8    |                |
| 17-01 | 19-01 | TLPGA & Royal Open        | Hsinchu   | Nontaya Srisawang           | 208   | –8    |                |
| 24-01 | 26-01 | Taifong Ladies Open       | Changhua  | Yani Tseng                  | 215   | –1    |                |
| 21-05 | 23-05 | Yeangder Open             | Linkou    | Tami Durdin                 | 216   | par   |                |
| 28-05 | 30-05 | Kenda Tire Open           | Linkou    | Babe Liu                    | 212   | –4    |                |
| 06-08 | 08-08 | JING-DU Construction Open | Linkou    | Ssu-chia Lin                | 211   | –5    | Nieuw toernooi |
| 23-09 | 25-09 | Party Golfers Open        | Taichung  | Kanphanitnan Muangkhumsakul | 209   | –7    | Nieuw toernooi |
| 14-11 | 16-11 | Sanya Ladies Open         | Hainan    | Xi Yu Lin                   | 202   | –14   |                |
| 04-12 | 06-12 | Hero Women's Indian Open  | New Delhi | Gwladys Nocera              | 208   | –11   |                |

| po = winnares na play-off |